# کویتیتسه (ناحیه میلنیک)
کویتیتسه (به چکی: Kojetice) یک منطقهٔ مسکونی در جمهوری چک است که در ناحیه میلنیک واقع شده‌است. کویتیتسه ۵٫۵۷ کیلومتر مربع مساحت و ۷۸۵ نفر جمعیت دارد و ۲۱۵ متر بالاتر از سطح دریا واقع شده‌است.